# 오늘의 작가상
오늘의 작가상은 대한민국의 출판사인 민음사에서 1977년 제정한 상이다. 《세계의 문학》창간과 함께 제정되었다. 시, 소설 구분 없이 수상자를 정했으나 2006년부터 시 부분은 《김수영 문학상》에 넘겨 현재는 소설에 한정된 문학상이다. 시대의 정신을 수렴하고 심미성의 사회적 소통을 지향하려는 의도로 만들었다.

## 역대 수상자
| 연도 | 회수 | 수상작가 | 수상작                                 | 장르                 |
| ---- | ---- | -------- | -------------------------------------- | -------------------- |
| 1977 | 1회  | 한수산   | 부초                                   | 장편소설             |
| 1978 | 2회  | 박영한   | 머나먼 쏭바강                          | 장편소설             |
| 1979 | 3회  | 이문열   | 사람의 아들                            | 장편소설             |
| 1980 | 4회  | 김명수   | 월식                                   | 시집                 |
| 1981 | 5회  | 김광규   | 반달곰에게                             | 시집                 |
| 1982 | 6회  | 최승호   | 대설주의보                             | 시집                 |
| 1983 | 7회  | 양선규   | 편지                                   | 장편소설             |
| 1984 | 8회  | 정동주   | 순례자                                 | 시집                 |
| 1985 | 9회  | 조성기   | 라하트 하헤렙                          | 장편소설             |
| 1986 | 10회 | 강석경   | 숲속의 방                              | 장편소설             |
| 1987 | 11회 | 구광본   | 강                                     | 시집                 |
| 1988 | 12회 | 김제철   | 그리운 청산                            | 장편소설             |
| 1989 | 13회 | 이석호   | 섬                                     | 장편소설             |
| 1990 | 14회 | 이선     | 기억의 장례                            | 장편소설             |
| 1991 | 15회 | 이갑수   | 신은 망했다                            | 시집                 |
| 1992 | 16회 | 박일문   | 살아남은 자의 슬픔                     | 장편소설             |
| 1993 | 17회 | 남상순   | 흰 뱀을 찾아서                         | 장편소설             |
| 1994 | 18회 | 임영태   | 우리는 사람이 아니었어                 | 장편소설             |
| 1995 | 19회 | 이혜경   | 길 위의 집                             | 장편소설             |
| 1996 | 20회 | 김이소   | 거울 보는 여자                         | 장편소설             |
| 1997 | 21회 | 김호경   | 낯선 천국                              | 장편소설             |
| 1998 | 22회 | 이치은   | 권태로운 자들 소파씨의 아파트에 모이다 | 장편소설             |
| 1999 | 23회 | 고은주   | 아름다운 여름                          | 장편소설 (공동수상)  |
| 1999 | 23회 | 우광훈   | 플리머스에서의 즐거운 건맨 생활        | 장편소설 (공동수상)  |
| 2000 | 24회 | 이만교   | 결혼은, 미친 짓이다                    | 장편소설             |
| 2001 | 25회 | 박정원   | 시멘트 정원                            | 시집 (가작)          |
| 2002 | 26회 | 정미경   | 장밋빛 인생                            | 장편소설             |
| 2003 | 27회 | 김종은   | 서울특별시                             | 장편소설             |
| 2004 | 28회 | 한수영   | 공허의 1/4                             | 장편소설             |
| 2005 | 29회 | 윤순례   | 아주 특별한 저녁 밥상                  | 장편소설             |
| 2006 | 30회 | 권기태   | 파라다이스 가든                        | 장편소설 (공동 수상) |
| 2006 | 30회 | 박주영   | 백수생활백서                           | 장편소설 (공동 수상) |
| 2007 | 31회 | 이홍     | 걸프렌즈                               | 장편소설             |
| 2008 | 32회 | 고예나   | 마이 짝퉁 라이프                       | 장편소설             |
| 2009 | 33회 | 우승미   | 날아라，잡상인                         | 장편소설             |
| 2010 | 34회 | 김혜나   | 제리                                   | 장편소설             |
| 2011 | 35회 | 전석순   | 철수 사용 설명서                       | 장편소설             |
| 2012 | 36회 | 최민석   | 능력자                                 | 장편소설             |
| 2013 | 37회 | 이재찬   | 펀치                                   | 장편소설             |
| 2014 | 38회 | 김기창   | 모나코                                 | 장편소설             |
| 2015 | 39회 | 구병모   | 그것이 나만은 아니길                   | 소설집               |
| 2016 | 40회 | 장강명   | 댓글부대                               | 장편소설             |
| 2017 | 41회 | 조남주   | 82년생 김지영                          | 장편소설             |
| 2018 | 42회 | 배수아   | 뱀과 물                                | 소설집               |
| 2019 | 43회 | 김초엽   | 우리가 빛의 속도로 갈 수 없다면        | 소설집 (공동 수상)   |
| 2019 | 43회 | 한정현   | 줄리아나 도쿄                          | 장편소설 (공동 수상) |
| 2020 | 44회 | 백온유   | 유원                                   | 장편소설             |
| 2021 | 45회 | 서이제   | 0%를 향하여                            | 소설집               |
| 2022 | 46회 | 정은우   | 국자전                                 | 장편소설             |
| 2023 | 47회 | 김화진   | 나주에 대하여                          | 소설집               |